# USS Swordfish (SSN-579)
Pour les autres navires du même nom, voir USS Swordfish.
L'USS Swordfish (SSN-579) est un sous-marin nucléaire d'attaque américain de classe Skate pendant la guerre froide.

## Histoire
Construit au Portsmouth Naval Shipyard, il est mis en service le 15 septembre 1958. Il patrouille notamment les eaux de l'océan Pacifique.
En 1960-1961, alors que l'USS Swordfish était en mission de surveillance dans le Pacifique, au large des côtes soviétiques, un sous-marin soviétique tente apparemment de faire surface alors qu'il se trouvait en dessous du sous-marin américain. Le Swordfish était à l'immersion périscopique au moment de l'impact. Un membre d'équipage affirmera qu'un officier dans le kiosque regardant à travers le périscope verra des « feux de position », feux qu'un sous-marin peut allumer lorsqu'il est en surface. Lorsque le Swordfish fait surface à son tour, le sous-marin soviétique avait replongé,.
Le 8 mars 1968, il s'amarre au port de Yokosuka (Japon) pour des réparations d'urgence, son périscope ayant été endommagé par la banquise. Il est retiré du service et démoli le 2 juin 1989.

### Sources et bibliographie
- (en) Sherry Sontag et Christopher Drew, Guerre froide sous les mers [« Blind Man's Bluff : The Untold Story of American Submarine Espionage »], New York, Harper Paperbacks, 1998, 432 p.